# Р-148

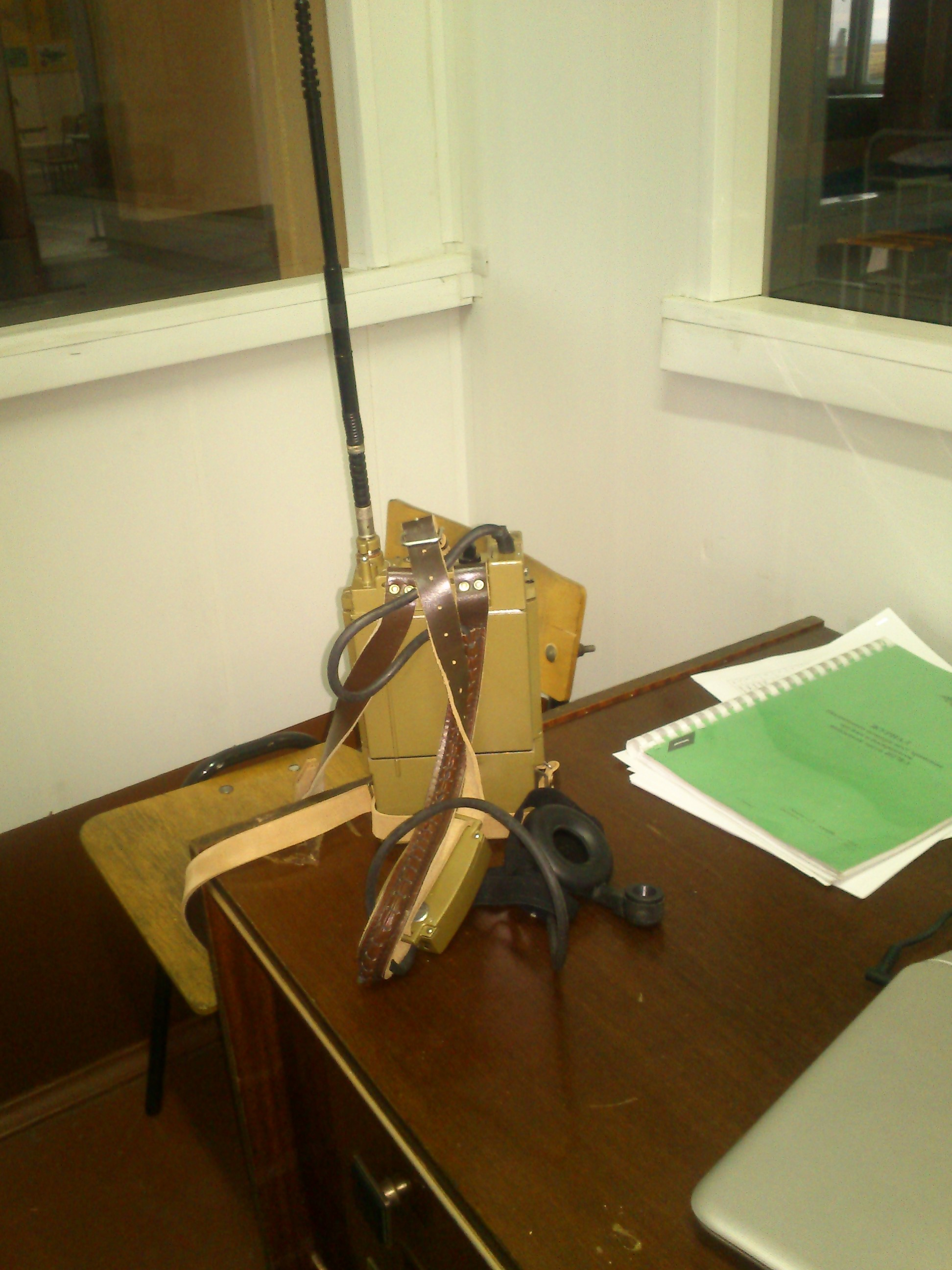
Р-148

Р-148 («Малыш») — советская носимая малогабаритная УКВ радиостанция для связи в низовом звене управления Вооруженных Сил (отделение-взвод).

## Технические характеристики
Радиостанция приемо-передающая, трансиверная, обеспечивает телефонную симплексную связь с частотной модуляцией.
- Диапазон частот — 37,0-51,95 МГц с возможностью установки частоты с интервалом 50 КГц.[1]
- Дальность связи с однотипной станцией — до 6 км.
- Выходная мощность передатчика — 1 Вт.
- Источник питания — аккумулятор 10НКГЦ-1Д, который обеспечивает непрерывную работу радиостанции, при соотношении времени приёма ко времени передачи 5:1, в течение 10 часов.
- Масса приемопередатчика с аккумулятором, антенной, переносными ремнями, манипулятором и щекофоном — 3,0 кг.

Условия эксплуатации:
- Радиостанция сохраняет работоспособность в любых климатических условиях при температуре от +50°С до −50°С, при влажности воздуха до 98 %.

В рабочий комплект входят:
- приемопередатчик;
- микротелефонная гарнитура с микрофоном, прижимающимся к щеке оператора (так называемый щекофон, позволяет работать в противогазе), и манипулятором с органами управления;
- штыревая антенна Куликова 1,5 м;
- источник питания.